# Ira Allen
Ira Allen  (né le 21 avril 1751 à Cornwall, dans l'État américain du Connecticut - décédé le 7 janvier 1814 à Philadelphie) est un des pères fondateurs de l'État du Vermont. Il fut un des leaders de la milice des Green Mountain Boys. Son frère est Ethan Allen.

## Carrière d'arpenteur
Ira Allen reçut une formation d'arpenteur-géomètre. En 1771, Allen va au Vermont comme arpenteur pour l'entreprise Onion River Land Company. En 1772, il atteint le sommet du Vermont, le mont Mansfield pour fin d'arpentage. Les frères Allen créent une entreprise afin d'acheter des terres en vertu des concessions de terres de l'État du New Hampshire (appelé à l'époque les subventions Benning Wentworth). Les frères Allen sont impliqués dans plusieurs litiges avec l'État de New York sur les revendications des terres. Ira Allen est le premier arpenteur général du Vermont de 1779 à 1787.

## Carrière politique

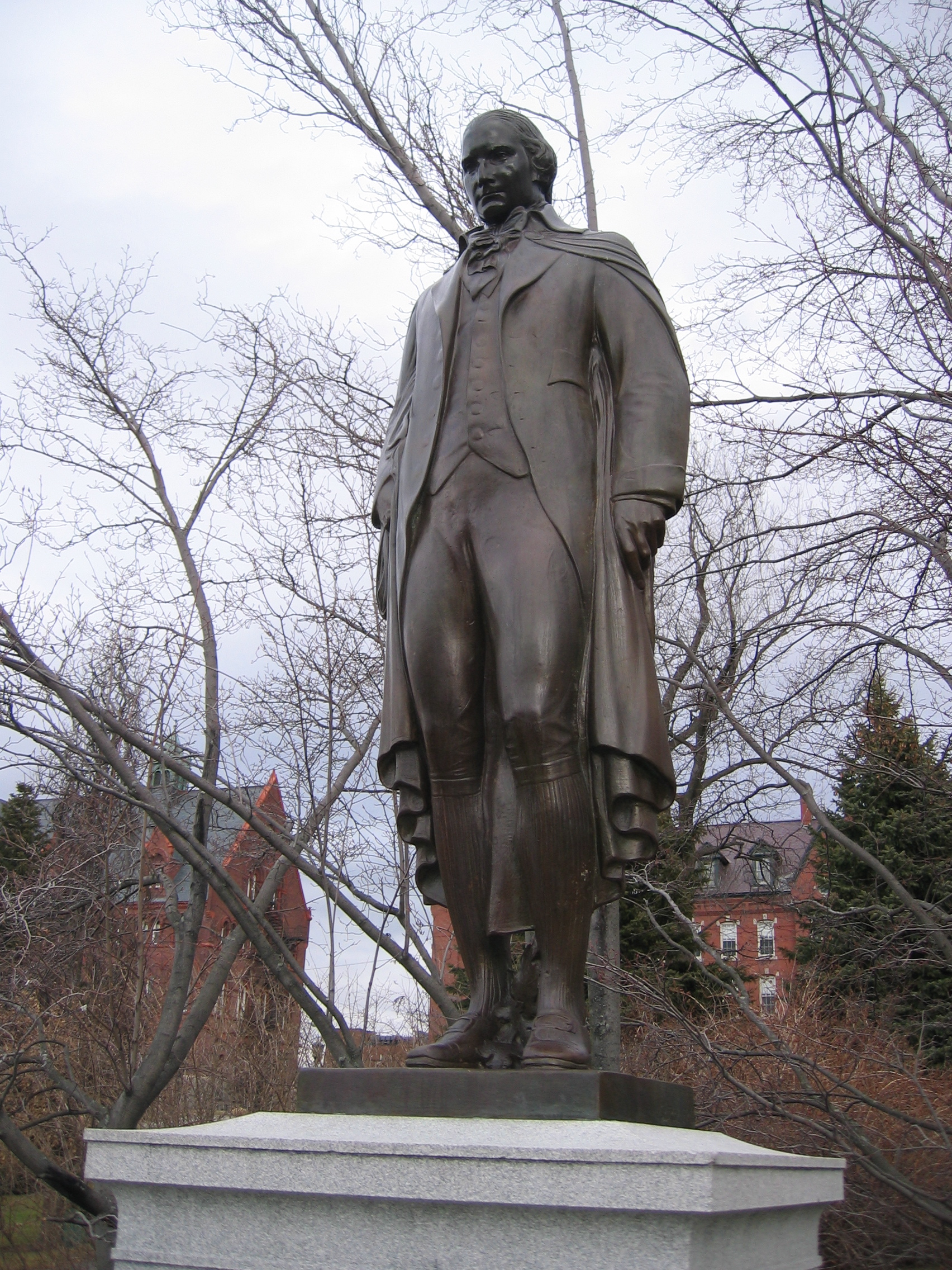
La statue de Ira Allen sur le campus de l'Université du Vermont

Ira Allen est élu membre de l'Assemblée législative du Vermont en 1776 et devient une figure de proue de la déclaration de la république du Vermont en 1777. Il conçoit et dessine le Grand Sceau du Vermont et le sceau de l'université du Vermont (UMV). En 1778, Il est nommé trésorier national et responsable pour le budget de la jeune république du Vermont. Il siège également à titre d'arpenteur en chef. En 1780, il présente un projet de loi pour la création de l'Université du Vermont. Il contribue financièrement à la création du premier campus de l'université et donne un terrain 50 acres (200 000 m2) situé à Burlington pour l'université du Vermont . L'UMV est fondée en 1791.

## Séjour en Europe
En 1795, il part en France à la recherche d'un appui pour une intervention armée afin de s'emparer du Canada. Il achète 20 000 mousquets et 24 canons, mais il est capturé en mer par une flotte anglaise et emmené à Portsmouth. Il est placé en détention en Angleterre, en attente d'un procès. La Couronne britannique l'accuse de soutenir le soulèvement de l'Irlande  mais il est acquitté après un procès qui a duré 4 années. Les armes saisies ont été vendues par la Couronne britannique, mais les frais juridiques lui revendiquent la totalité du montant de la vente.

## Retour en Amérique
L'échec de l'expédition, et la mauvaise gestion de son patrimoine durant son absence l'ont conduit à l'insolvabilité. À son retour en 1801, Allen est emprisonné pour dettes à Burlington. Peu après en 1803, il s'installe à Philadelphie. Il meurt en 1814 dans l'oubli et il est enterré dans une tombe anonyme au cimetière quaker de Philadelphie. Plus tard, ses restes seront transférés à Audubon en Pennsylvanie.

## Ouvrages publiés
Ira Allen a écrit 2 livres:
- (en) The Natural and Political History of Vermont, Londres, J.W. Myers, 1798 (ISBN 978-0-8048-0419-6, lire en ligne)
- (en) Statements Appended to the Olive Branch, (1807)